# John Alden Thorpe
John Alden Thorpe (Lewiston, Maine, 29 de fevereiro de 1936) é um matemático estadunidense, que trabalha com geometria diferencial.
Thorpe estudou no Instituto de Tecnologia de Massachusetts (MIT), onde obteve o bacharelado em 1958, e na Universidade Columbia, com um mestrado em 1959 e um doutorado em 1963, orientado por James Eells, com a tese Higher Order Sectional Curvature. De 1963 a 1965 foi Moore Instructor no MIT e a partir de 1965 professor assistente no Haverford College. Em 1967/1968 esteve no Instituto de Estudos Avançados de Princeton. A partir de 1968 foi professor associado e depois professor na Universidade Stony Brook (SUNY). A partir de 1987 foi professor e decano na Universidade de Buffalo e a partir de 1993 no Queens College da Universidade da Cidade de Nova Iorque.
Dele e Nigel Hitchin provém uma desigualdade entre invariantes topológicos, que fornece uma condição necessária para a existência de métricas de Einstein sobre variedades compactas planas quadridimensionais.

## Obras
- Lecture Notes on Elementary Topology and Geometry (com I.M. Singer), Springer Verlag, Undergraduate Texts in Mathematics, 1967
- Elementary Topics in Differential Geometry, Springer Verlag, Undergraduate Texts in Mathematics, 1979